# J. 캐런 토머스
J. 캐런 토머스(영어: J. Karen Thomas, 1965년 ~ 2015년 3월 26일)는 잉글랜드의 배우이다. 테네시주 내슈빌 토박이로서 멤피스 대학교를 졸업한 뒤 배우, 싱어송라이터 등으로 활동을 계속하였다. 배우로서의 대표 출연작으로 《내슈빌》, 《블러바드》가 있다.
토머스는 2015년 1월 다발성 골수암(Multiple Myeloma) 진단을 받은 뒤 병상에 누운 후, 그해 3월 26일 향년 51세의 나이로 사망하였다. 그녀의 장례식에 20여 년간의 동반자였던 콜렛 디바인(Colette Divine)이 참석했다.

## 출연 작품
- 캡티브 (2015)
- 블러바드 (2014)
- 이티비티티티 위원회 (2007)
- 전기자동차를 누가 죽였나? (2006)
- 우먼 다우 아트 루지드 (2004)
- 템피스트 (2001)
- 난폭한 여의사 (2001)
- 고 (1999)
- 내쉬빌 비트 (1989)